# Société pour les chemins de fer romains

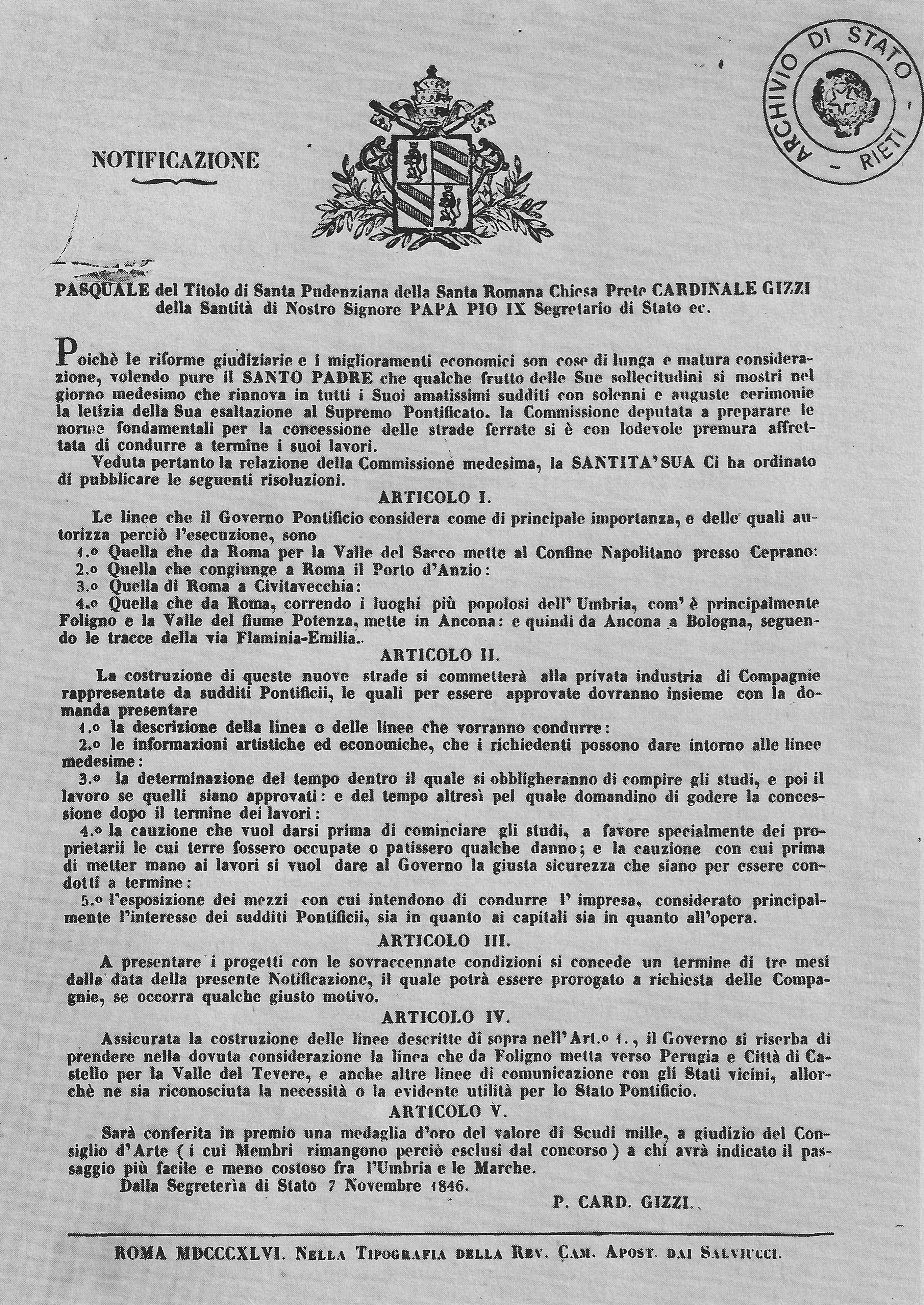
Notification du 7 novembre 1846, qui valide la construction du réseau ferré pontifical

La Société pour les chemins de fer romains (italien : Società per le Strade Ferrate Romane), abrégé SFR, était une société ferroviaire fondée en 1865 pour la construction et l’exploitation des lignes ferroviaires d'Italie centrale et septentrionale.
Entrée rapidement en déroute financière elle est reprise par l'Etat italien en 1873 qui assurera la gestion du réseau jusqu'en 1885, date à laquelle l'essentiel du réseau sera concédé à la Società Italiana per le Strade Ferrate Meridionali et la Società per le Strade Ferrate del Mediterraneo. Comme toutes les autres sociétés concessionnaires en Italie, elle sera nationalisée en 1905 pour laisser place à la compagnie nationale des chemins de fer italiens, les Ferrovie dello Stato Italiane - FS.

## Histoire

### Contexte historique
Sous le pontificat de Pie IX, des notifications sont publiées le 7 novembre 1846 pour valider les propositions de construction de trois lignes chemin de fer :
- la ligne Rome-Frascati (it)[2] et la liaison entre Rome et la frontière avec le royaume des Deux-Siciles, à Ceprano, dans la Terra di Lavoro. Le tracé de la ligne suivait l'itinéraire Rome-Velletri-Ceprano ;
- la connexion avec la ligne Rome-Civitavecchia (it) ;
- la ligne Bologne-Ancône (it) via Terni, Spoleto et Foligno[3], pour continuer ensuite jusqu'à Ferrare.

A cet effet, trois sociétés sont créées qui, en l'honneur du Pape, prirent toutes le nom de « Pio » : 
- Pio Latina - construction et exploitation de la ligne entre Rome et Frascati et son extension jusqu'à la frontière napolitaine,
- Pio Centrale - construction et l'exploitation de la ligne entre Bologne et Civitavecchia ainsi que celle de Ferrare,
- Pio Emilia -

La « Società della strada ferrata Pio Latina » avait la concession des lignes Rome-Frascati et Rome-Ceprano.
La « Società Generale delle Strade Ferrate Romane » - Société générale des chemins de fer romains a été fondée en 1860 à la suite de la fusion des sociétés :
- Pio Centrale - constructeur de la ligne de chemin de fer Rome-Civitavecchia (it) ;
- Pio Latina - constructeur de la ligne de chemin de fer Rome-Frascati (it).

Peu de temps après, elle absorba la « Regia Strada di Ferro » Compagnie royale des chemins de fer napolitains, constructeur de la ligne Naples-Caserte, longue de 33 km, conformément au décret Royal du 7 février 1842 et mise en service le 20 décembre 1843.
En 1856, la "Società Generale delle Strade Ferrate Romane" - Société Générale des Chemins de Fer Romains (SSFR) remporte la concession des lignes ferroviaires Rome-Civitavecchia (it), Rome-Ancône (it), Bologne-Ancône (it) et son extension jusqu'à Ferrare. Avec la réduction du territoire des l'États pontificaux au seul Latium (1859-60), une grande partie du réseau s'est retrouvé en dehors des frontières de l'État, englobé dans le royaume de Sardaigne.

### Unification de l'Italie
Après l'unification de l'Italie et la création du royaume d'Italie en 1861, le ministère des Transports procéda à la réorganisation globale du réseau ferroviaire du pays. La loi n° 2279 du 14 mai 1865 attribue la concession du réseau « SSFR Romane » (en difficulté financière) à la nouvelle « Società per le Strade Ferrate Romane » - Société pour les Voies Ferrées Romaines (SFR), qui est, en fait, la reconstitution de la société précédente.
Le transfert de la concession entre les 2 sociétés imposait l'achèvement des tronçons en construction ainsi que la construction et l'exploitation de nouvelles lignes reliant Rome et Florence aux principaux ports italiens de Gênes, Livourne, Civitavecchia et Naples. La nouvelle compagnie devait aussi assurer l'exploitation de la ligne Turin-Fossano-Savone ainsi que la construction et l'exploitation de la ligne Parme-La Spezia (it).
En 1869, les lignes Florence–Pistoia–Pise et Pise–La Spezia– Massa sont transférées à la Società per le Strade Ferrate dell'Alta Italia - SFAI Chemins de fer de la Haute-Italie.
Le 1er juillet 1885, le réseau est réparti entre les deux grandes sociétés concessionnaires du sud de l'Italie : Rete Adriatica et Rete Mediterranea - SFM.
Le 1er juillet 1905, toutes les sociétés ferroviaires concessionnaires ont été nationalisées et intégrées dans la compagnie nationale des chemins de fer italiens, les Ferrovie dello Stato Italiane - FS.

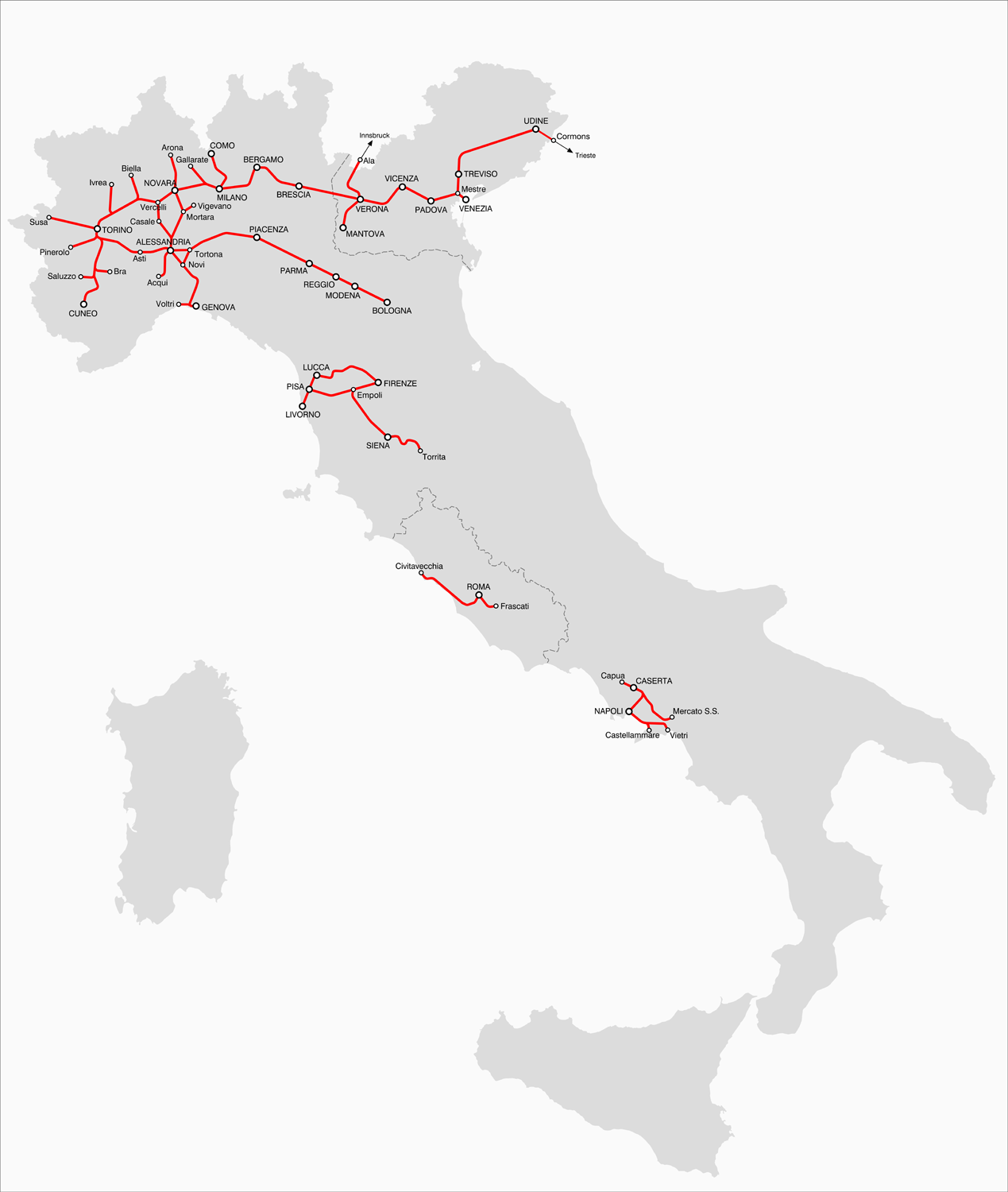
Le réseau ferré italien au 17 mars 1861

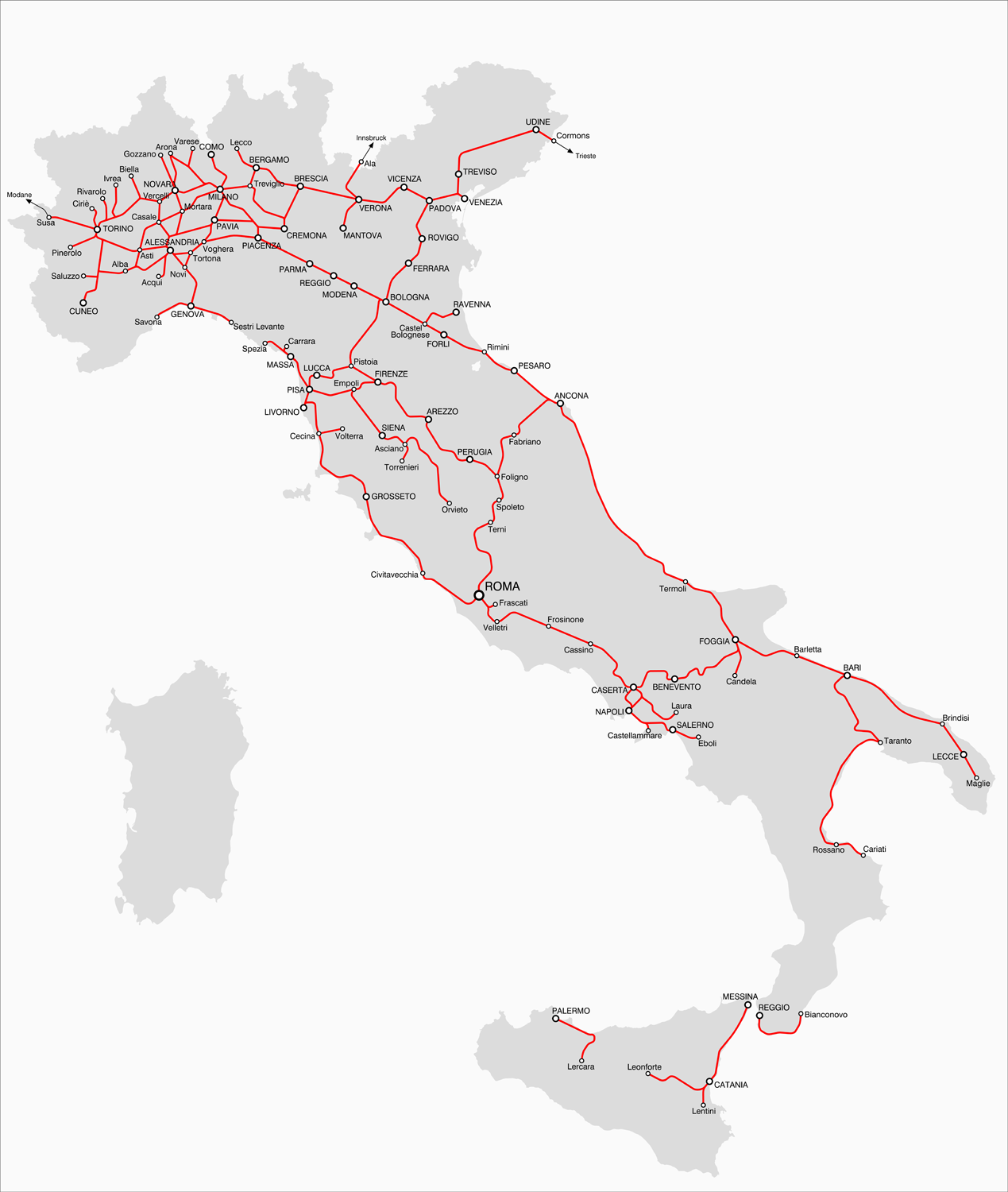
Le réseau ferré italien au 20 septembre 1870

## Le réseau
En 1868, la Società per le Strade Ferrate Romane - SFR - Société pour les voies ferrées romaines gérait les lignes suivantes :
- Section Nord
  - Ligne Leopolda Florence-Livourne (it)
  - Florence-Lucca-Pise[7]
  - Ligne Gênes-Pise
  - Florence-Foligno[8]
  - Livourne-Chiarone (it)
  - Cecina-Saline (it)
  - Massa-La Spezia
  - Avenza-Carrare (it)
  - La Spezia-Gênes (en construction)
  - Tunnel de la traversée de Gênes (en construction)
  - Savone-frontière française (en construction)
  - Gênes-Savone
- Section centrale Toscane
  - Empoli-Orvieto (it)
  - Orvieto-frontière États Pontificaux (en construction)
  - Asciano-Torrenieri (it)
  - Torrenieri-Grosseto (it) (en construction)
- Section Sud (territoire italien)
  - Falconara-Corese (it)
  - Cancello-San Severino (it)
  - Naples-Ceprano
  - San Severino-Avellino (it) (en construction)
- Section Sud (États Pontificaux)
  - Ceprano-Rome
  - Corese-Rome (it)
  - Ciampino-Frascati (it)
  - Chiarone-Civitavecchia (it)
  - Civitavecchia-Rome (it)
  - frontière italienne-Orte (en construction)